# Chiesa cattolica in Colombia

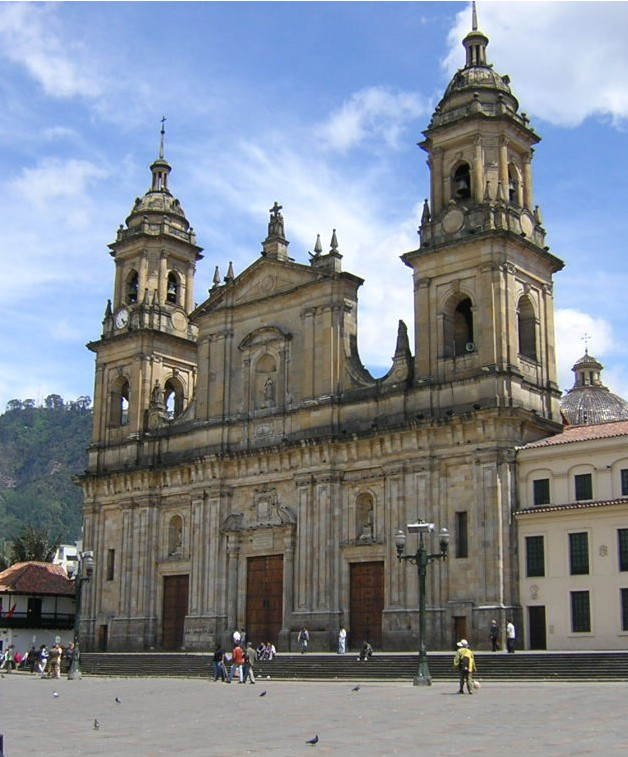
La cattedrale di Bogotà.

Mappa delle circoscrizioni ecclesiastiche cattoliche della Colombia.

La Chiesa cattolica in Colombia è parte della Chiesa cattolica in comunione con il papa.
Si tratta della settima nazione per numero di cattolici dopo Brasile, Messico, Filippine, Stati Uniti d'America, Italia e Francia.

## Organizzazione ecclesiastica
La Chiesa cattolica è presente sul territorio con 14 sedi metropolitane, 52 diocesi suffraganee, 10 vicariati apostolici e 1 ordinariato militare:
- l'arcidiocesi di Barranquilla ha come suffraganee le diocesi di El Banco, Riohacha, Santa Marta e Valledupar;
- l'arcidiocesi di Bogotà ha come suffraganee le diocesi di Engativá, Facatativá, Fontibón, Girardot, Soacha e Zipaquirá;
- l'arcidiocesi di Bucaramanga ha come suffraganee le diocesi di Barrancabermeja, Málaga-Soatá, Socorro e San Gil e Vélez;
- l'arcidiocesi di Cali ha come suffraganee le diocesi di Buenaventura, Buga, Cartago e Palmira;
- l'arcidiocesi di Cartagena ha come suffraganee le diocesi di Magangué, Montelíbano, Montería e Sincelejo;
- l'arcidiocesi di Florencia ha come suffraganee le diocesi di Mocoa-Sibundoy e San Vicente del Caguán;
- l'arcidiocesi di Ibagué ha come suffraganee le diocesi di Espinal, Líbano-Honda e Neiva;
- l'arcidiocesi di Manizales ha come suffraganee le diocesi di Armenia, La Dorada-Guaduas e Pereira;
- l'arcidiocesi di Medellín ha come suffraganee le diocesi di Caldas, Girardota, Jericó e Sonsón-Rionegro;
- l'arcidiocesi di Nueva Pamplona ha come suffraganee le diocesi di Arauca, Cúcuta, Ocaña e Tibú;
- l'arcidiocesi di Popayán ha come suffraganee le diocesi di Ipiales, Pasto e Tumaco;
- l'arcidiocesi di Santa Fe de Antioquia ha come suffraganee le diocesi di Apartadó, Istmina-Tadó, Quibdó e Santa Rosa de Osos;
- l'arcidiocesi di Tunja ha come suffraganee le diocesi di Chiquinquirá, Duitama-Sogamoso, Garagoa e Yopal;
- l'arcidiocesi di Villavicencio ha come suffraganee le diocesi di Granada in Colombia e San José del Guaviare;
- i vicariati apostolici di Guapi, Inírida, Leticia, Mitú, Puerto Carreño, Puerto Gaitán, Puerto Leguízamo-Solano, San Andrés e Providencia, Tierradentro e Trinidad sono immediatamente soggetti alla Santa Sede;
- l'ordinariato militare in Colombia.

Dal 2016 esiste nel Paese anche una circoscrizione ecclesiastica di rito orientale:
- l'esarcato apostolico della Colombia della Chiesa maronita.

## Nunziatura apostolica
Nell'Ottocento fu istituita la delegazione apostolica della Colombia. L'8 maggio 1916 essa divenne Internunziatura apostolica mentre il 20 luglio 1917 fu elevata al rango di Nunziatura apostolica. Sede del Nunzio è la capitale Bogotà.

### Delegati apostolici
- Gaetano Baluffi (9 settembre 1836 - 27 gennaio 1842 nominato arcivescovo di Camerino)
- Lorenzo Barili (26 maggio 1851 - 17 giugno 1856 dimesso)
- Mieczysław Halka Ledóchowski (17 giugno 1856 - 25 luglio 1861 dimesso)
- Francesco Tavani (25 luglio 1861 - 18 luglio 1869 dimesso)
- Serafino Vannutelli (23 luglio 1869 - 10 settembre 1875 nominato nunzio apostolico in Belgio)
- Mario Mocenni (14 agosto 1877 - 28 marzo 1882 nominato internunzio apostolico in Brasile)
- Giovanni Battista Agnozzi (24 marzo 1882 - 1887 dimesso)
- Luigi Matera (17 marzo 1887 - 1º agosto 1890 ritirato)
- Antonio Sabatucci (21 settembre 1890 - 31 dicembre 1895 dimesso)
- Antonio Vico (24 novembre 1897 - 28 gennaio 1904 nominato nunzio apostolico in Belgio)
- Francesco Ragonesi (7 settembre 1904 - 9 febbraio 1913 nominato nunzio apostolico in Spagna)
- Carlo Montagnini (31 marzo 1913 - 24 ottobre 1913 deceduto)
- Alberto Vassallo di Torregrossa (25 novembre 1913 - 29 agosto 1915 dimesso)
- Enrico Gasparri (9 dicembre 1915 - 8 maggio 1916 nominato internunzio apostolico)

### Internunzi apostolici
- Enrico Gasparri (8 maggio 1916 - 20 luglio 1917 nominato nunzio apostolico)

### Nunzi apostolici
- Enrico Gasparri (20 luglio 1917 - 1º settembre 1920 nominato nunzio apostolico in Brasile)
- Roberto Vicentini (2 maggio 1922 - 14 dicembre 1925 nominato patriarca titolare Antiochia)
- Paolo Giobbe (30 marzo 1925 - 12 agosto 1935 nominato nunzio apostolico nei Paesi Bassi)
- Giuseppe Beltrami (15 novembre 1945 - 4 ottobre 1950 nominato nunzio apostolico in Libano)
- Antonio Samorè (30 gennaio 1950 - 17 febbraio 1953 nominato segretario della Congregazione per gli affari ecclesiastici straordinari)
- Paolo Bertoli (7 maggio 1953 - 15 aprile 1959 nominato nunzio apostolico in Libano)
- Giuseppe Paupini (23 maggio 1959 - 1969 nominato officiale della curia romana)
- Angelo Palmas (19 aprile 1969 - 2 settembre 1975 nominato pro-nunzio apostolico in Canada)
- Eduardo Martínez Somalo (12 novembre 1975 - 5 maggio 1979 nominato officiale della Segreteria di Stato della Santa Sede)
- Angelo Acerbi (14 agosto 1979 - 28 marzo 1990 nominato nunzio apostolico in Ungheria)
- Paolo Romeo (24 aprile 1990 - 5 febbraio 1999 nominato nunzio apostolico in Canada)
- Beniamino Stella (11 febbraio 1999 - 13 ottobre 2007 nominato presidente della Pontificia accademia ecclesiastica)
- Aldo Cavalli (29 ottobre 2007 - 16 febbraio 2013 nominato nunzio apostolico a Malta)
- Ettore Balestrero (22 febbraio 2013 - 6 luglio 2018 nominato inviato per il disbrigo degli affari della nunziatura apostolica della Repubblica Democratica del Congo)
- Luis Mariano Montemayor (27 settembre 2018 - 25 febbraio 2023 nominato nunzio apostolico in Irlanda)
- Paolo Rudelli, dal 19 luglio 2023

## Conferenza episcopale

Stemma della conferenza episcopale di Colombia

L'episcopato colombiano costituisce la Conferenza episcopale della Colombia (Conferencia Episcopal de Colombia, CEC). La CEC nasce all'indomani dell'invito di papa Leone XIII, che nel 1899 aveva suggerito alle chiese locali sudamericane di riunirsi in Conferenze episcopali con lo scopo di riorganizzare e rivitalizzare la chiesa in America Latina. Quindici vescovi colombiani si riuniscono per la prima volta il 14 settembre 1908 a Bogotà, sotto la presidenza dell'arcivescovo Bernardo Herrera Restrepo: si trattò della seconda riunione di vescovi latino-americani, dopo quella celebrata a Città del Messico dall'episcopato messicano nel 1900. Furono sottoscritti due documenti collettivi: il primo incentrato sulla difesa dei sacerdoti e dei religiosi vittime di attacchi della massoneria; il secondo è un richiamo alla vita cristiana e ai suoi obblighi ed una invocazione alla concordia ed alla pace. In questa prima assemblea la CEC decise di riunirsi periodicamente ogni tre anni: così dal 1908 al 1965 (fine del Concilio Vaticano II furono celebrate 21 assemblee plenarie. Durante l'assemblea del 1951 fu creato il Segretariato permanente dell'Episcopato colombiano, organo direttivo delle varie commissioni in cui è suddivisa la CEC. Con il Concilio Vaticano II la CEC, alla luce dei documenti conciliari, chiarifica meglio la sua natura di conferenza episcopale e viene perfezionata l'organizzazione del Segretariato permanente.
Gli statuti della Conferenza episcopale furono approvati con il decreto Ad recte della Congregazione Concistoriale il 23 ottobre 1957.
Scopo della CEC è di studiare ed adottare quegli strumenti comuni che, in conformità al codice di diritto canonico, permettono il coordinamento dell'esercizio dell'attività pastorale della chiesa cattolica colombiana (articolo 1 degli statuti della CEC). La Conferenza è composta da una presidenza, da un segretariato generale e dall'assemblea plenaria; inoltre essa forma 15 commissioni episcopali e 11 dipartimenti che toccano tutti gli aspetti della vita ecclesiale e sociale del Paese.
La CEC è membro del Consejo Episcopal Latinoamericano (CELAM).
Elenco dei Presidenti della Conferenza episcopale:
- Arcivescovo Bernardo Herrera Restrepo, arcivescovo di Bogotá (1908 - 1928)
- Arcivescovo Ismael Perdomo Borrero, arcivescovo di Bogotá (1928 - 1950)
- Cardinale Crisanto Luque Sánchez, arcivescovo di Bogotá (1950 - 1959)
- Cardinale Luis Concha Córdoba, arcivescovo di Bogotá (1959 - 1966)
- Arcivescovo Aníbal Muñoz Duque, arcivescovo di Nueva Pamplona e vescovo coadiutore di Bogotá (1966 - 1972)
- Arcivescovo José de Jesús Pimiento Rodríguez, vescovo di Garzón e arcivescovo di Manizales (1972 - 1978)
- Arcivescovo Mario Revollo Bravo, arcivescovo di Nueva Pamplona (1978 - 1984)
- Arcivescovo Héctor Rueda Hernández, arcivescovo di Bucaramanga (1984 - 1987)
- Cardinale Alfonso López Trujillo, arcivescovo di Medellín (1987 - 1990)
- Arcivescovo Pedro Rubiano Sáenz, arcivescovo di Cali e arcivescovo di Bogotá (1990 - 1996)
- Arcivescovo Alberto Giraldo Jaramillo, arcivescovo di Popayán e arcivescovo di Medellín (1996 - 2002)
- Cardinale Pedro Rubiano Sáenz, arcivescovo di Bogotá (2002 - 5 luglio 2005)
- Arcivescovo Luis Augusto Castro Quiroga, arcivescovo di Tunja (5 luglio 2005 - 3 luglio 2008)
- Cardinale Rubén Salazar Gómez, arcivescovo di Barranquilla e arcivescovo di Bogotá (3 luglio 2008 - 9 luglio 2014)
- Arcivescovo Luis Augusto Castro Quiroga, I.M.C., arcivescovo di Tunja (9 luglio 2014 - 5 luglio 2017)
- Arcivescovo Óscar Urbina Ortega, arcivescovo di Villavicencio (5 luglio 2017 - 4 luglio 2021)
- Cardinale Luis José Rueda Aparicio, arcivescovo di Bogotá (4 luglio 2021 - 2 luglio 2024)
- Arcivescovo Francisco Javier Múnera Correa, I.M.C., arcivescovo di Cartagena, dal 2 luglio 2024

Elenco dei Vicepresidenti della Conferenza episcopale:
- Arcivescovo Juan Francisco Sarasti Jaramillo, arcivescovo di Ibagué (1996 - 1999)
- Arcivescovo Luis Augusto Castro Quiroga, arcivescovo di Tunja, (luglio 2002 - luglio 2005)
- Arcivescovo Óscar Urbina Ortega, arcivescovo di Villavicencio (9 luglio 2014 - 5 luglio 2017)
- Arcivescovo Ricardo Antonio Tobón Restrepo, arcivescovo di Medellín (5 luglio 2017 - 4 luglio 2021)
- Arcivescovo Omar Alberto Sánchez Cubillos, O.P., arcivescovo di Popayán (4 luglio 2021 - 2 luglio 2024)
- Arcivescovo Gabriel Ángel Villa Vahos, arcivescovo di Tunja, dal 2 luglio 2024

Elenco dei Segretari generali della Conferenza episcopale:
- Vescovo José Daniel Falla Robles, vescovo ausiliare di Cali e vescovo titolare di Calama poi vescovo di Soacha (15 luglio 2012 - 8 luglio 2016)
- Vescovo Elkin Fernando Álvarez Botero, vescovo ausiliare di Medellín e vescovo titolare di Gemelle di Numidia (8 luglio 2016 - 4 luglio 2021)
- Vescovo Luis Manuel Alí Herrera, vescovo ausiliare di Bogotá e vescovo titolare di Giubalziana (4 luglio 2021 - 2 luglio 2024)
- Vescovo Germán Medina Acosta, vescovo di Engativá, dal 2 luglio 2024